# Linear Algebra and its Applications
Linear Algebra and its Applications est une revue mathématique bimensuelle revue par les pairs publiée par Elsevier et couvrant la théorie des matrices et l'algèbre linéaire de dimension finie.

## Histoire
Le journal a été créé en janvier 1968, avec A. J. Hoffman, A. S. Householder, A. M. Ostrowski, H. Schneider, et O. Taussky Todd, comme fondateurs et rédacteurs en chef. Les actuels rédacteurs en chef sont Richard Anthony Brualdi (Université du Wisconsin à Madison), Volker Mehrmann (Université technique de Berlin) et Peter Semrl (Université de Ljubljana).

## Saisie et indexation
Le journal est recensé et indexé dans:
- ABI/Inform
- Cambridge Scientific Abstracts
- Current Contents/Physical, Chemical & Earth Sciences
- Inspec
- Mathematical Reviews
- Science Citation Index
- Scopus
- Zentralblatt MATH

Selon le Journal Citation Reports, le journal a en 2012 un facteur d'impact de 0.968.